# 城清水
城清水（しろしみず）は、福島県郡山市に所在する字である。郵便番号は963-8842。

## 地理
郡山市役所本庁所管地域である旧郡山地区に属し、住所としては「郡山市字城清水」と表記される。北西で山崎、北東で香久池、北東角で図景、東で南、南で名倉とそれぞれ隣接する。JR東日本郡山駅西側市街地南部に位置し、国道49号南側、旧国道4号（現福島県道17号郡山停車場線）西側沿線の一角を範囲とする。域内は幹線道路に沿う警察署と大型店舗に占められ、それらの裏手に住宅地が広がる。久留米に所在する郡山警察署久留米交番、および堂前町に所在する郡山消防署本署がそれぞれ管轄にあたる。

## 世帯数と人口
2024年1月1日現在の世帯数と人口は以下の通りである。
| 町丁   | 世帯数 | 人口  |
| ------ | ------ | ----- |
| 城清水 | 60世帯 | 136人 |

## 小・中学校の学区
市立小・中学校に通う場合、学区は以下の通りとなる。
| 番地 | 小学校           | 中学校                 |
| ---- | ---------------- | ---------------------- |
| 全域 | 郡山市立桜小学校 | 郡山市立郡山第三中学校 |

## 交通

### 道路
- 国道49号
- 福島県道17号郡山停車場線（旧国道4号）
- 二級市道162号山崎久留米線

## 施設等
- 福島県警察郡山警察署
- 郡山地区車庫証明センター
- カワチ薬品 城清水店
- ゲオ 郡山城清水店
- AOKI 郡山南店
- 眼鏡市場 郡山城清水店
- サイゼリヤ 郡山城清水店